# وارن كيد
وارن كيد (بالإنجليزية: Warren Kidd)‏ مواليد 9 سبتمبر 1970 في هاربرسفيل، هو لاعب كرة سلة أمريكي سابق. بدأ مسيرته الاحترافية في سنة 1993. يبلغ طوله 6 قدم 9 بوصة (2.1 م). اعتزل اللعب في 2003.

## المسيرة الاحترافية
لعب مع فالنسيا باسكت في الدوري الإسباني في موسم 1994–1995، ثم لعب مع إشبيلية في موسم 1995–1996، ثم لعب مع أولمبيا ميلانو في الدوري الإيطالي من سنة 1996 إلى 1998، ثم لعب مع فيرتوس روما من سنة 1998 إلى 2000، ثم لعب مع جوفينتوت بادالونا في الدوري الإسباني في موسم 2000–2001، ثم لعب مع كانارياس لكرة السلة في موسم 2001–2002، ثم لعب مع أولمبيا ميلانو في الدوري الإيطالي في موسم 2002–2003.

## روابط خارجية
- وارن كيد على موقع إن بي أي (الإنجليزية)
- وارن كيد على موقع سبورتس رفرنس (الإنجليزية)
- وارن كيد على موقع الدوري الإسباني لكرة السلة (الإسبانية)
- وارن كيد على موقع كرة السلة الأوروبية.كوم (الإنجليزية)
- وارن كيد على موقع كلية كرة السلة في سبورتس رفرنس.كوم (الإنجليزية)
- وارن كيد على موقع ريلجم (الإنجليزية)
- وارن كيد على موقع بروبوليرز (الإنجليزية)
- وارن كيد على موقع سبورتس رفرنس (الإنجليزية)